# System ligowy piłki nożnej na Słowacji
Obecny system ligowy piłki nożnej na Słowacji został wprowadzony w wyniku reformy przed sezonem 2011/2012.
| poziom | nazwa klasy rozgrywkowej                                           | nazwa klasy rozgrywkowej                                                                                   | nazwa klasy rozgrywkowej                                                                                   | nazwa klasy rozgrywkowej                                                                                   | nazwa klasy rozgrywkowej                                                                                   | nazwa klasy rozgrywkowej                                                                                   | nazwa klasy rozgrywkowej                                                                                   | nazwa klasy rozgrywkowej                                                                                   |
| ------ | ------------------------------------------------------------------ | --- | --- | --- | --- | --- | --- | --- |
| 1      | I liga (12 klubów)                                                 | I liga (12 klubów)                                                                                         | I liga (12 klubów)                                                                                         | I liga (12 klubów)                                                                                         | I liga (12 klubów)                                                                                         | I liga (12 klubów)                                                                                         | I liga (12 klubów)                                                                                         | I liga (12 klubów)                                                                                         |
| 2      | II liga (12 klubów)                                                | II liga (12 klubów)                                                                                        | II liga (12 klubów)                                                                                        | II liga (12 klubów)                                                                                        | II liga (12 klubów)                                                                                        | II liga (12 klubów)                                                                                        | II liga (12 klubów)                                                                                        | II liga (12 klubów)                                                                                        |
| 3      | III liga západ (16 klubów)                                         | III liga západ (16 klubów)                                                                                 | III liga západ (16 klubów)                                                                                 | III liga západ (16 klubów)                                                                                 | III liga východ (16 klubów)                                                                                | III liga východ (16 klubów)                                                                                | III liga východ (16 klubów)                                                                                | III liga východ (16 klubów)                                                                                |
| 4      | Majstrovstvá regiónu Bratislavský FZ kraj bratysławski (14 klubów) | Majstrovstvá regiónu Bratislavský FZ kraj bratysławski (14 klubów)                                         | Majstrovstvá regiónu Západoslovenský FZ kraje: nitrzański, trenczyński i trnawski (16 klubów)              | Majstrovstvá regiónu Západoslovenský FZ kraje: nitrzański, trenczyński i trnawski (16 klubów)              | Majstrovstvá regiónu Stredoslovenský FZ kraje: bańskobystrzycki i żyliński (16 klubów)                     | Majstrovstvá regiónu Stredoslovenský FZ kraje: bańskobystrzycki i żyliński (16 klubów)                     | Majstrovstvá regiónu Východoslovenský FZ kraje koszycki i preszowski (16 klubów)                           | Majstrovstvá regiónu Východoslovenský FZ kraje koszycki i preszowski (16 klubów)                           |
| 5      | IV liga BFZ A B                                                    | IV liga BFZ A B                                                                                            | IV liga ZsFZ severozápad juhovýchod                                                                        | IV liga ZsFZ severozápad juhovýchod                                                                        | IV liga SsFZ sever juh                                                                                     | IV liga SsFZ sever juh                                                                                     | IV liga VsFZ sever juh                                                                                     | IV liga VsFZ sever juh                                                                                     |
| 6      | V liga BFZ mesto                                                   | V liga BFZ vidiek                                                                                          | V liga ZsFZ sever západ juh východ                                                                         | V liga ZsFZ sever západ juh východ                                                                         | V liga SsFZ A B C D                                                                                        | V liga SsFZ A B C D                                                                                        | V liga VsFZ košicko-gemerská zemplínska podtatranská vihorlatsko-dukelská šarišská                         | V liga VsFZ košicko-gemerská zemplínska podtatranská vihorlatsko-dukelská šarišská                         |
| 7      | brak (Bratysława)                                                  | niższe ligi (okręgowe związki piłkarskie): VI liga, oblastné majstrovstvá / majstrovstvá oblasti, I trieda | niższe ligi (okręgowe związki piłkarskie): VI liga, oblastné majstrovstvá / majstrovstvá oblasti, I trieda | niższe ligi (okręgowe związki piłkarskie): VI liga, oblastné majstrovstvá / majstrovstvá oblasti, I trieda | niższe ligi (okręgowe związki piłkarskie): VI liga, oblastné majstrovstvá / majstrovstvá oblasti, I trieda | niższe ligi (okręgowe związki piłkarskie): VI liga, oblastné majstrovstvá / majstrovstvá oblasti, I trieda | niższe ligi (okręgowe związki piłkarskie): VI liga, oblastné majstrovstvá / majstrovstvá oblasti, I trieda | niższe ligi (okręgowe związki piłkarskie): VI liga, oblastné majstrovstvá / majstrovstvá oblasti, I trieda |
| 8      | brak (Bratysława)                                                  | niższe ligi (okręgowe związki piłkarskie): oblastná súťaž, II trieda                                       | niższe ligi (okręgowe związki piłkarskie): oblastná súťaž, II trieda                                       | niższe ligi (okręgowe związki piłkarskie): oblastná súťaž, II trieda                                       | niższe ligi (okręgowe związki piłkarskie): oblastná súťaž, II trieda                                       | niższe ligi (okręgowe związki piłkarskie): oblastná súťaž, II trieda                                       | niższe ligi (okręgowe związki piłkarskie): oblastná súťaž, II trieda                                       | niższe ligi (okręgowe związki piłkarskie): oblastná súťaž, II trieda                                       |
| 9      | brak (Bratysława)                                                  | niższe ligi (okręgowe związki piłkarskie): III trieda                                                      | niższe ligi (okręgowe związki piłkarskie): III trieda                                                      | niższe ligi (okręgowe związki piłkarskie): III trieda                                                      | niższe ligi (okręgowe związki piłkarskie): III trieda                                                      | niższe ligi (okręgowe związki piłkarskie): III trieda                                                      | niższe ligi (okręgowe związki piłkarskie): III trieda                                                      | niższe ligi (okręgowe związki piłkarskie): III trieda                                                      |